# Ana Marija Matute Auseho
Ana Marija Matute Auseho (Barselona, Španija, 26. jul 1925 — 25. jun 2014) bila je španska spisateljica, član Španske kraljevske akademije i treća žena koja je primila nagradu Servantes 2010. godine. Matute je bila jedna od najznačajnijih ličnosti španske književnosti XX veka i mnogi su smatrali da je jedan od najboljih pisaca posleratne španske književnosti.

## Biografija
Ana Marija Matute je bila druga od petoro dece jedne male buržoaske, katalonske, konzervativne i religiozne porodice. Njen otac, Fakundo Matute Tores, bio je katalonski vlasnik fabrike kišobrana “Matute S.A.”, a njena majka se zvala Marija Auseho Matute. Uprkos tome sto je veliki deo svog detinjstva provela u Madridu, mali broj njenih priča je u vezi sa životnim iskustvima u glavnom gradu Španije. 
Kada je imala četiri godine, Ana Marija Matute se ozbiljno razbolela. Zbog toga, njena porodica je odvela da živi sa babom i dedom u Mansilja de la Sijeri, malom planinskom selu. Ana Marija je često isticala da su ljudi tog sela imali veliki uticaj na nju. Pomenuti uticaj može se primetiti u antologiji Priče Artamile (1961), koja govori o ljudima koje je Matute upoznala u Mansilji.
Ana Marija Matute imala је јеdanaest godina kada je počeo Španski građanski rat 1936. godine. Nasilje, mržnja, smrt, jad i velika beda koje su propratile rat duboko su se urezale u njenu ličnost i pripovedanja. Taj rat je izazvao traume, psihološke posledice i obeležio njenu mladost, što se ogleda u njenim prvim književnim delima, posebno u Los niños asombrados. U ovom delu je rec o deci koja su bila primorana da razumeju besmislene stvari koje su ih okružavale. Karakteristike neorealizma mogu se naći u delima kao što su Los Abel (1948), Fiesta al Noroeste (1953), Pequeño teatro (1954), Los hijos muertos (1958) ili Los soldados lloran de noche (1964). U svim ovim delima, koja počinju lirski i malo po malo uranjaju u ogorčeni realizam, pogled glavnog lika, adolescenta, predstavlja emotivnu distancu između stvarnosti i osećanja.
Dok je živela u Madridu išla je u versku školu. Sa svojih 17 godina, piše svoj prvi roman, Pequeño teatro, iako je objavljen tek 11 godina kasnije. Godine 1949. njeno delo Luciérnagas je polufinalista na književnoj dodeli nagrada Premio Nadal. Međutim, cenzura sprečava objavljivanje ovog dela. 
17. novembra 1952. godine Matute se venčava sa piscem Ramon Evgenije de Goikoćeom. Godine 1954. rađa se njihovo jedino dete, Huan Pablo, kojem Matute posvećuje veliki deo svojih dela o deci. Rastaje se od muža 1963. godine. Zbog španskih zakona, Matute nije imala pravo da viđa dete nakon razvoda, tako da je njen muž dobio starateljstvo nad detetom, što joj je prouzrokovalo velike emocionalne probleme.
Više godina kasnije našla je ljubav uz francuskog preduzetnika Hulijo Brokarda, sa kojim je delila strast prema putovanjima. Brokard je umro 6. jula 1990., na Ana Marijin rođendan. Patila je od depresije i gubitak njene velike ljubavi je povukao duboko u sebe. 
Godine 1976. bila je nominovana za Nobelovu nagradu za književnost. Nakon nekoliko godina nepisanja, 1984. Dobila je nagradu Premio Nacional de Literatura Infantil y Juvenil, delom Sólo un pie descalzo. 1996. objavljuje Zaboravljeni kralj Gudu, i te iste godine ju je Španska kraljevska akademija izabrala za akademika, sa sedištem "K", pa je tako postala treća žena u istoriji ove institucije.
Matute je takođe bila počasni član Hispanoameričkog društva. Postoji i književna nagrada koja nosi njeno ime i njene knjige su prevedene na 23 jezika. Godine 2007. primila je nagradu Premio Nacional de las Letras Españolas. Isto tako, novembra 2010. godine dodeljena joj je najprestižnija nagrada na kastiljanskom jeziku, nagrada Servantes, koja joj je uručena u gradu 'Alkala de Henares' 27. aprila 2011. godine. 
12. marta 2009. godine, Matute je ostavila na čuvanje prvo izdanje knjige Zaboravljeni kralj Gudu 
Godine 2012. bila je član žirija nagrade Servantes. 
Matute je bila profesorka na Univerzitetu i putovala je po mnogim gradovima, održavajući konferencije, posebno u Sjedinjenim Državama. U svojim govorima pričala je o povlasticama emocionalnih promena i konstantnoj težnji ka humanosti i o tome kako se nevinost nikada potpuno ne izgubi. Govorila je da, iako je njeno telo staro, srce je još uvek bilo mlado. 
Umrla je rano ujutru, 25. juna 2014. godine, nakon nekoliko dana srčanih smetnji.

## Dela
- La pequeña vida (1953)
- Los niños tontos - Šašava deca (1956)
- Vida nueva (1956)
- El país de la pizarra (1957)
- El tiempo (1957)
- Paulina, el mundo y las estrellas (1960)
- El saltamontes y El aprendiz (1960)
- A la mitad del camino (1961)
- El libro de juegos para los niños de otros (1961)
- Historia de la Artámila (1961)
- El arrepentido (1961)
- Tres y un sueño (1961)
- La rama seca (1961)
- Caballito loco y Carnavalito (1962)
- El río (1963)
- El polizón del "Ulises" (1965)
- El aprendiz (1972)
- Sólo un pie descalzo (1983)
- El saltamontes verde (1986)
- La Virgen de Antioquía y otros relatos (1990)
- De ninguna parte (1993)
- La oveja negra (1994)
- El verdadero final de la Bella Durmiente (1995)
- El árbol de oro (1995)
- Olvidado rey Gudú - Zaboravljeni kralj Gudu (1996)
- Casa de juegos prohibidos (1996)
- Los de la Tienda (1998)
- Todos mis cuentos (2000)
- Paraíso Inhabitado - Opusteli raj (2008)
- La puerta de la luna. Cuentos completos (2010)[4]

### Zaboravljeni kralj Gudu
Roman je objavljen 1996. godine i smatra se najboljim i najuspešnijim delom Ane Marije Matute.
Pripada žanru epske fantastike. Može se opisati kao istorija dinastije koja je vladala kraljevinom Olar; od samog nastanka, preko ekspanzije kraljevine. Spisateljica nigde nije navela godinu u koju bi smestila radnju svog dela, ali detaljnim opisom što svakodnevnog života, dvoraca, pejzaža, problema s kojima se njeni likovi suočavaju, može se sa velikom sigurnošću tvrditi da je svet koji je Matute stvorila najsličniji onom iz srednjeg veka. Ovim delom pakazala je izuzetno znanje i razumevanje tog perioda.
Zaboravljeni kralj Gudu ne samo da obuhvata probleme s kojima bi se mogao susresti srednjovekovni čovek, već i sa svevremenim, opštepoznatim izazovima, s kojima bi se čovek bilo kog istorijskog perioda mogao suočiti. Nasilje, mržnja, seksualnost, okrutnost, ambicija. Svaki od ovih motiva se prožima kroz delo, od početka do kraja. Suprodstavljeni su i razni pogledi na život, pragmatičnost (koja se ogleda u glavnom liku ovog dela) i idealizam. Osvrće se, takođe, i na muško-ženske odnose, sposobnosti i jednog i drugog pola.
Fokus romana je zapravo prikaz dinamičnog odnosa likova. Ono predstavlja stub priče. Likovi su veoma složeni, njihovi strahovi, ljubav, frustracije, i katakteri uopšte se odražavaju na ponašanje i razmišljanje. 
Kroz ovaj roman se prožimaju brojni simboli, metafore. Sama imena likova govore o karakternim osobinama koje poseduju ( Lukava, Glupina, Omiljeni...).
Svet koji je Matute stvorila ovim romanom deli se na negostoprimljiv Istok, lep i bogat Jug, dok je Sever simbol nedostižnog i stranog. Ovo je svet fantastke, pa tako u njemu obitavaju i magična bića, poput čarobnjaka, veštica, goblina... 
Opisano je veoma slikovito, likovi ovog dela su samoživi, okrutni, zajedljivi, okupirani samo svojim interesima, dok su drugo nežni, naivni i krhki. Čitavo delo je obojeno ovakvim krajnostima.
Ovaj roman je nagrađen nacionalnom nagradom kao jedan od najboljih romana druge polovine 20. veka, i time je njegov neosporivi kvalitet potvđen i ovekovečen.

#### Likovi
Volodioso i Lukava su kralj i kraljica Olara. Ova dva lika su koliko različiti, toliko i slični. Oboje su tokom detinjstva pretrpeli traumu. Volodioso je posvediočio trenutku kada je njegov pijan i okrutan otac, tadašnji kralj Olara, ubio svoju ženu, a Volodiosovu majku, nakon žustre svađe. Dok je Lukava izgubila svog oca i brata koji su ubijeni u zasedi. Oboje u tim trenucima gube nevinost detinjstva i okreću se osveti. Ova dva motiva su jedni od najvažnijih u ovom delu.
Poređenje nevinosti koje donositi detinjsvo i okrutnosti odraslih ogleda se upravo u ova dva lika.
Volodioso je čovek koji se ne boji nasilja, već ga koristi, dok se Lukava, kao što joj i ime kaže, koristi lukavošću i prepredonošću kako bi dosla do cilja.
Omiljeni je Volodiosov sin i Guduov polubrat. On je nežan, pravedan, ali čitavog života žali za majkom koju je izgubio još kao veoma mali. Omiljeni vodi život pun melanholije, a stiče se utisak da ljubav koju oseća produbljuje to osećanje. U potpunosti je predan i odan svom bratu, kralju Guduu. Medjutim, Omiljeni se zaljubljuje u mladu, detinjastu princezu, Glupinu, Guduovu ženu što može ugroziti njegov odnos sa bratom. Ljubav koju Omiljeni i Glupina gaje jedno prema drugom svakako predstavlja tračak svetlosti i nade ovog romana.
Gudu je protagonista, fundamentalni lik ove priče. Sin je Lukave i Volodiosa. Po nalogu njegove majke, Gudu biva lišen mogućnosti da voli kako bi tokom svoje vladavine imao što manje prepreka. Gudu tako postaje pragmatičan, odmeren, čovek s nedovljno empatije, smeo, lukav, neumoljiv, pravičan, samouveren, veoma sposoban. Kako su mu sve ove osobine pomogle da proširi granice svog kaljevstva i da uspešno vlada, nedostatak odećanja vidno pravi prazninu u Guduovom životu.

### Opusteli raj
„Rodila sam se onda kad se moji roditelji više nisu voleli“. Ovom rečenicom Ana Marija Matute započinje svoj roman Opusteli raj, veoma setnu priču o potrazi za izgubljenom srećom. 
Opusteli raj je objavljen 2008. godine u Barseloni.

#### Kratak sadržaj
Roman prati odrastanje devojčice Adrijane koja stvara svoj sopstveni raj, u kome su joj prijatelji šofer Pako i fenjerdžija, iako sa njima nije prozborila ni reč. U tom raju je i jedan jednorog, lep i beo, koji često izađe iz tapiserije i neprimetno protrči kroz hodnik. Adrijanin raj je bio divan, tu nije morala mnogo da govori. Razumela je jezik kašika, viljuški, kristala na lusterima. Činilo joj se da joj se stvari obraćaju. Svet odraslih je, kako se sećala, smatrala nezanimljivim, a odrasle udaljenim, nerazumljivim i pomalo smešnim džinovima.
Njen prekrasni raj prekida polazak u školu Sen Mor, što označava korak u svet odraslih, od koga se toliko skrivala. Adrijana se ne prilagođava strogoj školskoj atmosferi, a ne stiče ni drugarice, ako ih čak i ne prezire. Njihov svet bio joj je stran. Za razliku od Adri, njenu stariju sestru smatraju besprekornom i primerom pobožnog vladanja. Svi joj govore da je loša. Zaspala je na misi, ne želi da ruča, ne igra se sa ostalim devojčicama. Nije kao Kristina. Ona je loša. I sama počinje da se oseća odbačenom. 
Jedina osoba kojoj se raduje je tetka Eduarda, sa kojom deli dosta sličnosti. Eduarda ne ispituje mnogo, uspeva da je razume. Ona je ne osuđuje i smatra da u školi Sen Mor vladaju glupost, neznanje i oholost.
Matute je često pisala o temama koje su obeležile njen život, s toga ta simbolika prožima i ovaj roman. Kako je izjavila pred smrt, razvod sa mužem ju je dosta pogodio, pa nije koincidencija zašto su roditelji glavne junakinje razvedeni. Lik ćudljive i jake žene, kakva je Adrina tetka Eduarda u romanu, prestavlja oličenje bake naše spisateljice, sa kojom je posle bolesti provela svoj život. 
Ovaj roman nam daje dvostruki pogled na život: onaj o svetu odraslih u kojem žive licemerni Džinovi i onaj o svetu u kojem živimo dok smo nevini, dok nam za igru i razumevanje nisu potrebne reči i za kojim, što smo stariji, sve češće čeznemo. Ovo je priča o večnoj potrazi za izgubljenim rajem.
Što više upoznajemo svet Džinova, sve bi više voleli da detinjstvo traje zauvek.